# شهرستان فنگیانگ
شهرستان فنگیانگ (به لاتین: Fengyang County) یک منطقهٔ مسکونی در چین است که در چاجوا واقع شده‌است.